# Hans Gerhard Creutzfeldt
Hans Gerhard Creutzfeldt, född 2 juni 1885 i Harburg, död 30 december 1964, var en tysk neuropatolog.
Creutzfeldt studerade vid universiteten i Jena och Rostock. Efter att ha utbildat sig till läkare blev han skeppsläkare. När han återvände till Tyskland arbetade han bland annat på St. Georg Krankenhaus i Hamburg och på det neurologiska institutet i Frankfurt. 1925 utsågs han till extraordinarie professor i neurologi och psykiatri och 13 år senare (1938) blev han ordinarie professor och även chef för avdelningen för psykiatri och neurologi vid universitetet i Kiel. Han hade inte mycket till övers för nazistregimen och under Nürnbergrättegångarna deltog han som expertvittne. Efter kriget var han rektor för Christian-Albrechts-universitet i Kiel. Han höll tjänsten i sex månader innan han på grund av slitningar med britterna blev avsatt.
Creutzfeldt har givit namn åt Creutzfeldt-Jakobs sjukdom (tillsammans med Alfons Maria Jakob) och Siemerling-Creutzfeldts syndrom (tillsammans med Ernst Siemerling).